# Elezioni comunali in Piemonte del 2016
Le elezioni comunali in Piemonte del 2016 si tennero il 5 giugno (con ballottaggio il 19 giugno).

## Riepilogo Sindaci Eletti
| Provincia            | Comune      | Sindaco uscente | Sindaco uscente        | Sindaco eletto | Sindaco eletto            | Primo turno | Primo turno            | Secondo turno | Secondo turno | Seggi   |         |       |         |
| -------------------- | ----------- | --------------- | ---------------------- | -------------- | ------------------------- | ----------- | ---------------------- | ------------- | ------------- | ------- | ------- | ----- | ------- |
| Provincia            | Comune      | Torino          | Torino                 |                | Piero Fassino (PD)        |             | Chiara Appendino (M5S) | 118.273       | 30,92         | Seggi   | 202.764 | 54,56 | 24 / 40 |
| Alpignano            |             | Torino          | Gianni Da Ronco (SEL)  |                | Andrea Oliva (Ind.)       | 2.716       | 33,81                  | 4.186         | 59,97         | 10 / 16 |         |       |         |
| Carmagnola           |             | Torino          | Silvia Testa (PD)      |                | Ivana Gaveglio (Ind.)     | 4.792       | 34,40                  | 6.109         | 52,17         | 10 / 16 |         |       |         |
| Cirié                |             | Torino          | Francesco Brizio (PD)  |                | Loredana Devietti (Ind.)  | 2.904       | 31,12                  | 4.121         | 55,15         | 10 / 16 |         |       |         |
| Nichelino            |             | Torino          | Angelino Riggio (Ind.) |                | Giampietro Tolardo (Ind.) | 6.593       | 28,86                  | 8.790         | 54,73         | 15 / 24 |         |       |         |
| Pinerolo             |             | Torino          | Eugenio Buttiero (PD)  |                | Luca Salvai (M5S)         | 4.054       | 25,22                  | 8.013         | 57,34         | 14 / 24 |         |       |         |
| San Mauro Torinese   |             | Torino          | Ugo Dallolio (PD)      |                | Marco Bongiovanni (M5S)   | 2.125       | 21,45                  | 5.051         | 62,64         | 10 / 16 |         |       |         |
| Novara               | Novara      |                 | Andrea Ballarè (PD)    |                | Alessandro Canelli (LN)   | 15.258      | 32,78                  | 23.155        | 57,77         | 20 / 32 |         |       |         |
| Novara               | Trecate     |                 | Enrico Ruggerone (PD)  |                | Federico Binatti (FdI)    | 4.317       | 47,05                  | 4.785         | 61,35         | 10 / 16 |         |       |         |
| Verbano-Cusio-Ossola | Domodossola |                 | Mariano Cattrini (PD)  |                | Lucio Pizzi (FI)          | 4.350       | 47,35                  | 4.805         | 60,62         | 10 / 16 |         |       |         |

## Torino

### Torino
| Candidati                               | Candidati                   | II turno             | II turno            | I turno | I turno | Liste                            | Voti    | %     | Seggi |
| Candidati                               | Candidati                   | Voti                 | %                   | Voti    | %       | Liste                            | Voti    | %     | Seggi |
| --------------------------------------- | --------------------------- | -------------------- | ------------------- | ------- | ------- | -------------------------------- | ------- | ----- | ----- |
|                                         | Chiara Appendino ✔️ Sindaco | 202 764              | 54,56               | 118 273 | 30,92   | Movimento 5 Stelle               | 107 680 | 30,01 | 24    |
|                                         | Piero Fassino               | 168 880              | 45,44               | 160 023 | 41,84   | Partito Democratico              | 106 818 | 29,77 | –     |
| Moderati                                | Piero Fassino               | 168 880              | 45,44               | 160 023 | 41,84   | 21 307                           | 5,94    | –     |       |
| Civica per Fassino                      | Piero Fassino               | 168 880              | 45,44               | 160 023 | 41,84   | 14 898                           | 4,15    | –     |       |
| Progetto Torino                         | Piero Fassino               | 168 880              | 45,44               | 160 023 | 41,84   | 7 253                            | 2,02    | –     |       |
| Seggio di coalizione                    | Seggio di coalizione        | Seggio di coalizione | 45,44               | 160 023 | 41,84   | 1                                |         |       |       |
|                                         | Alberto Morano              | Alberto Morano       | Alberto Morano      | 32 103  | 8,39    | Lega Nord                        | 20 769  | 5,79  | 1     |
| Fratelli d'Italia - Alleanza Nazionale  | Alberto Morano              | Alberto Morano       | Alberto Morano      | 32 103  | 8,39    | 5 259                            | 1,47    | –     |       |
| Lavoriamo Insieme                       | Alberto Morano              | Alberto Morano       | Alberto Morano      | 32 103  | 8,39    | 4 983                            | 1,39    | –     |       |
| Seggio di coalizione                    | Seggio di coalizione        | Seggio di coalizione | Alberto Morano      | 32 103  | 8,39    | 1                                |         |       |       |
|                                         | Osvaldo Napoli              | Osvaldo Napoli       | Osvaldo Napoli      | 20 349  | 5,32    | Forza Italia                     | 16 684  | 4,65  | –     |
| Salviamo l'Oftalmico                    | Osvaldo Napoli              | Osvaldo Napoli       | Osvaldo Napoli      | 20 349  | 5,32    | 2 435                            | 0,68    | –     |       |
| Un Sogno per Torino                     | Osvaldo Napoli              | Osvaldo Napoli       | Osvaldo Napoli      | 20 349  | 5,32    | 567                              | 0,16    | –     |       |
| Seggio di coalizione                    | Seggio di coalizione        | Seggio di coalizione | Osvaldo Napoli      | 20 349  | 5,32    | 1                                |         |       |       |
|                                         | Roberto Rosso               | Roberto Rosso        | Roberto Rosso       | 19 334  | 5,05    | Roberto Rosso Sindaco            | 11 339  | 3,16  | –     |
| Unione di Centro - Area Popolare        | Roberto Rosso               | Roberto Rosso        | Roberto Rosso       | 19 334  | 5,05    | 5 114                            | 1,43    | –     |       |
| Unione Pensionati                       | Roberto Rosso               | Roberto Rosso        | Roberto Rosso       | 19 334  | 5,05    | 1 568                            | 0,44    | –     |       |
| Alleanza Democratica                    | Roberto Rosso               | Roberto Rosso        | Roberto Rosso       | 19 334  | 5,05    | 409                              | 0,11    | –     |       |
| Moderati in Rivoluzione                 | Roberto Rosso               | Roberto Rosso        | Roberto Rosso       | 19 334  | 5,05    | 321                              | 0,09    | –     |       |
| Seggio di coalizione                    | Seggio di coalizione        | Seggio di coalizione | Roberto Rosso       | 19 334  | 5,05    | 1                                |         |       |       |
|                                         | Giorgio Airaudo             | Giorgio Airaudo      | Giorgio Airaudo     | 14 166  | 3,70    | Torino in Comune                 | 10 115  | 2,82  | –     |
| Ambiente Torino (Pos - GI)              | Giorgio Airaudo             | Giorgio Airaudo      | Giorgio Airaudo     | 14 166  | 3,70    | 2 244                            | 0,63    | –     |       |
| Pensionati e Invalidi                   | Giorgio Airaudo             | Giorgio Airaudo      | Giorgio Airaudo     | 14 166  | 3,70    | 1 077                            | 0,30    | –     |       |
| Seggio di coalizione                    | Seggio di coalizione        | Seggio di coalizione | Giorgio Airaudo     | 14 166  | 3,70    | 1                                |         |       |       |
|                                         | Gianluca Noccetti           | Gianluca Noccetti    | Gianluca Noccetti   | 5 251   | 1,37    | Lega Padana Piemont              | 2 937   | 0,82  | –     |
| Amici a 4 Zampe                         | Gianluca Noccetti           | Gianluca Noccetti    | Gianluca Noccetti   | 5 251   | 1,37    | 1 321                            | 0,37    | –     |       |
| Forza Toro                              | Gianluca Noccetti           | Gianluca Noccetti    | Gianluca Noccetti   | 5 251   | 1,37    | 484                              | 0,13    | –     |       |
| Comitato Disoccupati Precari Esodati    | Gianluca Noccetti           | Gianluca Noccetti    | Gianluca Noccetti   | 5 251   | 1,37    | 363                              | 0,10    | –     |       |
| Movimento Italiano Difesa Automobilisti | Gianluca Noccetti           | Gianluca Noccetti    | Gianluca Noccetti   | 5 251   | 1,37    | 98                               | 0,03    | –     |       |
|                                         | Marco Rizzo                 | Marco Rizzo          | Marco Rizzo         | 3 323   | 0,87    | Partito Comunista                | 3 192   | 0,89  | –     |
|                                         | Marco Racca                 | Marco Racca          | Marco Racca         | 2 082   | 0,54    | CasaPound                        | 1 985   | 0,55  | –     |
|                                         | Vitantonio Colucci          | Vitantonio Colucci   | Vitantonio Colucci  | 2 032   | 0,53    | Il Popolo della Famiglia         | 1 996   | 0,56  | –     |
|                                         | Mario Cornelio Levi         | Mario Cornelio Levi  | Mario Cornelio Levi | 1 337   | 0,35    | Italia dei Valori                | 1 327   | 0,37  | –     |
|                                         | Anna Battista               | Anna Battista        | Anna Battista       | 980     | 0,26    | Basta!                           | 927     | 0,26  | –     |
|                                         | Pier Carlo Devoti           | Pier Carlo Devoti    | Pier Carlo Devoti   | 915     | 0,24    | La Piazza                        | 1 089   | 0,30  | –     |
|                                         | Roberto Usseglio            | Roberto Usseglio     | Roberto Usseglio    | 690     | 0,18    | Forza Nuova                      | 672     | 0,19  | –     |
|                                         | Alessio Ariotto             | Alessio Ariotto      | Alessio Ariotto     | 628     | 0,16    | Partito Comunista dei Lavoratori | 615     | 0,17  | –     |
|                                         | Lorenzo Varaldo             | Lorenzo Varaldo      | Lorenzo Varaldo     | 584     | 0,15    | Abrogazione!                     | 546     | 0,15  | –     |
|                                         | Guglielmo Del Pero          | Guglielmo Del Pero   | Guglielmo Del Pero  | 433     | 0,11    | SiAmo Torino                     | 413     | 0,12  | –     |
| Totale                                  | Totale                      | 371 644              | 100                 | 382 503 | 100     |                                  | 358 805 | 100   | 40    |
|                                         |                             |                      |                     |         |         |                                  |         |       |       |
| Fonte: Ministero dell'interno           |                             |                      |                     |         |         |                                  |         |       |       |

### Alpignano
| Candidati                     | Candidati               | II turno             | II turno        | I turno | I turno | Liste                 | Voti  | %     | Seggi |
| Candidati                     | Candidati               | Voti                 | %               | Voti    | %       | Liste                 | Voti  | %     | Seggi |
| ----------------------------- | ----------------------- | -------------------- | --------------- | ------- | ------- | --------------------- | ----- | ----- | ----- |
|                               | Andrea Oliva ✔️ Sindaco | 4 186                | 59,97           | 2 716   | 33,81   | Alpignano Sicura      | 1 472 | 19,86 | 6     |
| Siamo Alpignano               | Andrea Oliva ✔️ Sindaco | 4 186                | 59,97           | 2 716   | 33,81   | 977                   | 13,18 | 4     |       |
|                               | Cosimo Di Maggio        | 2 794                | 40,03           | 1 846   | 22,98   | Movimento 5 Stelle    | 1 799 | 24,27 | 1     |
| Seggio di coalizione          | Seggio di coalizione    | Seggio di coalizione | 40,03           | 1 846   | 22,98   | 1                     |       |       |       |
|                               | Gianni Da Ronco         | Gianni Da Ronco      | Gianni Da Ronco | 1 836   | 22,86   | Alpignano Democratica | 475   | 6,41  | 1     |
| Vivere Alpignano              | Gianni Da Ronco         | Gianni Da Ronco      | Gianni Da Ronco | 1 836   | 22,86   | 429                   | 5,79  | –     |       |
| Alpignano 2021                | Gianni Da Ronco         | Gianni Da Ronco      | Gianni Da Ronco | 1 836   | 22,86   | 372                   | 5,02  | –     |       |
| Alpignano in Comune           | Gianni Da Ronco         | Gianni Da Ronco      | Gianni Da Ronco | 1 836   | 22,86   | 301                   | 4,06  | –     |       |
| Seggio di coalizione          | Seggio di coalizione    | Seggio di coalizione | Gianni Da Ronco | 1 836   | 22,86   | 1                     |       |       |       |
|                               | Roberto Voerzio         | Roberto Voerzio      | Roberto Voerzio | 1 634   | 20,34   | Partito Democratico   | 1 330 | 17,94 | 1     |
| Indipendenti di Centro        | Roberto Voerzio         | Roberto Voerzio      | Roberto Voerzio | 1 634   | 20,34   | 121                   | 1,63  | –     |       |
| Democrazia e Solidarietà      | Roberto Voerzio         | Roberto Voerzio      | Roberto Voerzio | 1 634   | 20,34   | 70                    | 0,94  | –     |       |
| Alpignano a Sinistra          | Roberto Voerzio         | Roberto Voerzio      | Roberto Voerzio | 1 634   | 20,34   | 67                    | 0,90  | –     |       |
| Seggio di coalizione          | Seggio di coalizione    | Seggio di coalizione | Roberto Voerzio | 1 634   | 20,34   | 1                     |       |       |       |
| Totale                        | Totale                  | 6 980                | 100             | 8 032   | 100     |                       | 7 413 | 100   | 16    |
|                               |                         |                      |                 |         |         |                       |       |       |       |
| Fonte: Ministero dell'interno |                         |                      |                 |         |         |                       |       |       |       |

### Carmagnola
| Candidati                              | Candidati                 | II turno             | II turno         | I turno | I turno | Liste                | Voti   | %     | Seggi |
| Candidati                              | Candidati                 | Voti                 | %                | Voti    | %       | Liste                | Voti   | %     | Seggi |
| -------------------------------------- | ------------------------- | -------------------- | ---------------- | ------- | ------- | -------------------- | ------ | ----- | ----- |
|                                        | Ivana Gaveglio ✔️ Sindaco | 6 109                | 52,17            | 4 792   | 34,40   | Forza Italia         | 2 151  | 16,72 | 6     |
| Lega Nord                              | Ivana Gaveglio ✔️ Sindaco | 6 109                | 52,17            | 4 792   | 34,40   | 1 495                | 11,62  | 4     |       |
| Fratelli d'Italia - Alleanza Nazionale | Ivana Gaveglio ✔️ Sindaco | 6 109                | 52,17            | 4 792   | 34,40   | 291                  | 2,26   | –     |       |
| MSI - Destra Nazionale                 | Ivana Gaveglio ✔️ Sindaco | 6 109                | 52,17            | 4 792   | 34,40   | 283                  | 2,20   | –     |       |
| Carmagnola Libera e Solidale           | Ivana Gaveglio ✔️ Sindaco | 6 109                | 52,17            | 4 792   | 34,40   | 174                  | 1,35   | –     |       |
|                                        | Paolo Sibona              | 5 601                | 47,83            | 4 860   | 34,89   | Paolo Sibona Sindaco | 1 729  | 13,44 | 2     |
| Partito Democratico                    | Paolo Sibona              | 5 601                | 47,83            | 4 860   | 34,89   | 1 367                | 10,63  | 1     |       |
| Libertà è Partecipazione               | Paolo Sibona              | 5 601                | 47,83            | 4 860   | 34,89   | 570                  | 4,43   | –     |       |
| Vivere Carmagnola                      | Paolo Sibona              | 5 601                | 47,83            | 4 860   | 34,89   | 518                  | 4,03   | –     |       |
| Sinistra in Comune                     | Paolo Sibona              | 5 601                | 47,83            | 4 860   | 34,89   | 362                  | 2,81   | –     |       |
| Seggio di coalizione                   | Seggio di coalizione      | Seggio di coalizione | 47,83            | 4 860   | 34,89   | 1                    |        |       |       |
|                                        | Sergio Grosso             | Sergio Grosso        | Sergio Grosso    | 2 385   | 17,12   | Movimento 5 Stelle   | 2 168  | 16,85 | 1     |
| Seggio di coalizione                   | Seggio di coalizione      | Seggio di coalizione | Sergio Grosso    | 2 385   | 17,12   | 1                    |        |       |       |
|                                        | Vincenzo Inglese          | Vincenzo Inglese     | Vincenzo Inglese | 1 056   | 7,58    | Inversione Civica    | 973    | 7,56  | –     |
|                                        | Luciana Meli              | Luciana Meli         | Luciana Meli     | 838     | 6,02    | Fenice               | 401    | 3,12  | –     |
| Noi e Voi per Carmagnola               | Luciana Meli              | Luciana Meli         | Luciana Meli     | 838     | 6,02    | 172                  | 1,34   | –     |       |
| Adés Basta!                            | Luciana Meli              | Luciana Meli         | Luciana Meli     | 838     | 6,02    | 86                   | 0,67   | –     |       |
| Giovani Fenici                         | Luciana Meli              | Luciana Meli         | Luciana Meli     | 838     | 6,02    | 65                   | 0,51   | –     |       |
| Vulcano                                | Luciana Meli              | Luciana Meli         | Luciana Meli     | 838     | 6,02    | 58                   | 0,45   | –     |       |
| Totale                                 | Totale                    | 11 710               | 100              | 13 931  | 100     |                      | 12 863 | 100   | 16    |
|                                        |                           |                      |                  |         |         |                      |        |       |       |
| Fonte: Ministero dell'interno          |                           |                      |                  |         |         |                      |        |       |       |

### Cirié
| Candidati                     | Candidati                    | II turno             | II turno            | I turno | I turno | Liste                              | Voti  | %     | Seggi |
| Candidati                     | Candidati                    | Voti                 | %                   | Voti    | %       | Liste                              | Voti  | %     | Seggi |
| ----------------------------- | ---------------------------- | -------------------- | ------------------- | ------- | ------- | ---------------------------------- | ----- | ----- | ----- |
|                               | Loredana Devietti ✔️ Sindaco | 4 121                | 55,15               | 2 904   | 31,12   | Cirié nel Cuore                    | 2 116 | 24,06 | 8     |
| Più Cirié                     | Loredana Devietti ✔️ Sindaco | 4 121                | 55,15               | 2 904   | 31,12   | 544                                | 6,18  | 2     |       |
|                               | Luca Capasso                 | 3 351                | 44,85               | 3 068   | 32,87   | Partito Democratico                | 1 792 | 20,37 | 2     |
| Cirié Futura                  | Luca Capasso                 | 3 351                | 44,85               | 3 068   | 32,87   | 777                                | 8,83  | –     |       |
| Per Cirié                     | Luca Capasso                 | 3 351                | 44,85               | 3 068   | 32,87   | 430                                | 4,89  | –     |       |
| Seggio di coalizione          | Seggio di coalizione         | Seggio di coalizione | 44,85               | 3 068   | 32,87   | 1                                  |       |       |       |
|                               | Francesco Silvestro          | Francesco Silvestro  | Francesco Silvestro | 1 473   | 15,78   | Movimento 5 Stelle                 | 1 405 | 15,97 | –     |
| Seggio di coalizione          | Seggio di coalizione         | Seggio di coalizione | Francesco Silvestro | 1 473   | 15,78   | 1                                  |       |       |       |
|                               | Davide D'Agostino            | Davide D'Agostino    | Davide D'Agostino   | 1 170   | 12,54   | D'Agostino Sindaco (FI - LN - FdI) | 774   | 8,80  | –     |
| Insieme per la Città          | Davide D'Agostino            | Davide D'Agostino    | Davide D'Agostino   | 1 170   | 12,54   | 258                                | 2,93  | –     |       |
| Seggio di coalizione          | Seggio di coalizione         | Seggio di coalizione | Davide D'Agostino   | 1 170   | 12,54   | 1                                  |       |       |       |
|                               | Cinzia Franza                | Cinzia Franza        | Cinzia Franza       | 718     | 7,69    | Cirié Democratica (A)              | 701   | 7,97  | –     |
| Seggio di coalizione          | Seggio di coalizione         | Seggio di coalizione | Cinzia Franza       | 718     | 7,69    | 1                                  |       |       |       |
| Totale                        | Totale                       | 7 472                | 100                 | 9 333   | 100     |                                    | 8 796 | 100   | 16    |
|                               |                              |                      |                     |         |         |                                    |       |       |       |
| Fonte: Ministero dell'interno |                              |                      |                     |         |         |                                    |       |       |       |

### Nichelino
| Candidati                     | Candidati                     | II turno             | II turno        | I turno | I turno | Liste                                  | Voti   | %     | Seggi |
| Candidati                     | Candidati                     | Voti                 | %               | Voti    | %       | Liste                                  | Voti   | %     | Seggi |
| ----------------------------- | ----------------------------- | -------------------- | --------------- | ------- | ------- | -------------------------------------- | ------ | ----- | ----- |
|                               | Giampietro Tolardo ✔️ Sindaco | 8 790                | 54,73           | 6 593   | 28,86   | Democratici per la Sinistra            | 3 306  | 15,00 | 8     |
| Riggio per Tolardo Sindaco    | Giampietro Tolardo ✔️ Sindaco | 8 790                | 54,73           | 6 593   | 28,86   | 1 474                                  | 6,69   | 4     |       |
| D'Aveni per Nichelino         | Giampietro Tolardo ✔️ Sindaco | 8 790                | 54,73           | 6 593   | 28,86   | 919                                    | 4,17   | 2     |       |
| Partito Comunista d'Italia    | Giampietro Tolardo ✔️ Sindaco | 8 790                | 54,73           | 6 593   | 28,86   | 568                                    | 2,58   | 1     |       |
|                               | Franco Fattori                | 7 271                | 45,27           | 6 422   | 28,11   | Partito Democratico                    | 3 517  | 15,96 | 3     |
| Nichelino Domani              | Franco Fattori                | 7 271                | 45,27           | 6 422   | 28,11   | 1 333                                  | 6,05   | 1     |       |
| Moderati - PSI                | Franco Fattori                | 7 271                | 45,27           | 6 422   | 28,11   | 1 051                                  | 4,77   | –     |       |
| Nichelino al Futuro           | Franco Fattori                | 7 271                | 45,27           | 6 422   | 28,11   | 527                                    | 2,39   | –     |       |
| Seggio di coalizione          | Seggio di coalizione          | Seggio di coalizione | 45,27           | 6 422   | 28,11   | 1                                      |        |       |       |
|                               | Antonella Pepe                | Antonella Pepe       | Antonella Pepe  | 5 894   | 25,80   | Movimento 5 Stelle                     | 5 594  | 25,38 | 3     |
| Seggio di coalizione          | Seggio di coalizione          | Seggio di coalizione | Antonella Pepe  | 5 894   | 25,80   | 1                                      |        |       |       |
|                               | Valentina Cera                | Valentina Cera       | Valentina Cera  | 1 136   | 4,97    | PRC - SEL (A)                          | 1 012  | 4,59  | –     |
|                               | Bruno Calandra                | Bruno Calandra       | Bruno Calandra  | 1 043   | 4,57    | Lega Nord                              | 1 014  | 4,60  | –     |
|                               | Tommaso Marino                | Tommaso Marino       | Tommaso Marino  | 970     | 4,25    | Forza Italia                           | 952    | 4,32  | –     |
|                               | Andrea Sinopoli               | Andrea Sinopoli      | Andrea Sinopoli | 583     | 2,55    | Fratelli d'Italia - Alleanza Nazionale | 582    | 2,64  | –     |
|                               | Monica Di Tizio               | Monica Di Tizio      | Monica Di Tizio | 203     | 0,89    | Nichelino Free                         | 190    | 0,86  | –     |
| Totale                        | Totale                        | 16 061               | 100             | 22 844  | 100     |                                        | 22 039 | 100   | 24    |
|                               |                               |                      |                 |         |         |                                        |        |       |       |
| Fonte: Ministero dell'interno |                               |                      |                 |         |         |                                        |        |       |       |

### Pinerolo
| Candidati                     | Candidati              | II turno             | II turno             | I turno | I turno | Liste                          | Voti   | %     | Seggi |
| Candidati                     | Candidati              | Voti                 | %                    | Voti    | %       | Liste                          | Voti   | %     | Seggi |
| ----------------------------- | ---------------------- | -------------------- | -------------------- | ------- | ------- | ------------------------------ | ------ | ----- | ----- |
|                               | Luca Salvai ✔️ Sindaco | 8 013                | 57,34                | 4 054   | 25,22   | Movimento 5 Stelle             | 3 772  | 24,52 | 15    |
|                               | Luca Barbero           | 5 961                | 42,66                | 6 472   | 40,26   | Partito Democratico            | 3 945  | 25,64 | 3     |
| Moderati                      | Luca Barbero           | 5 961                | 42,66                | 6 472   | 40,26   | 1 539                          | 10,00  | 1     |       |
| Città Viva                    | Luca Barbero           | 5 961                | 42,66                | 6 472   | 40,26   | 738                            | 4,80   | –     |       |
| Seggio di coalizione          | Seggio di coalizione   | Seggio di coalizione | 42,66                | 6 472   | 40,26   | 1                              |        |       |       |
|                               | Mauro Martina          | Mauro Martina        | Mauro Martina        | 1 583   | 9,85    | Forza Italia                   | 1 530  | 9,94  | –     |
| Seggio di coalizione          | Seggio di coalizione   | Seggio di coalizione | Mauro Martina        | 1 583   | 9,85    | 1                              |        |       |       |
|                               | Enrica Pazé            | Enrica Pazé          | Enrica Pazé          | 1 226   | 7,63    | Pinerolo in Comune (SEL - PRC) | 1 135  | 7,38  | –     |
| Seggio di coalizione          | Seggio di coalizione   | Seggio di coalizione | Enrica Pazé          | 1 226   | 7,63    | 1                              |        |       |       |
|                               | Gualtiero Caffaratto   | Gualtiero Caffaratto | Gualtiero Caffaratto | 1 139   | 7,09    | Lega Nord                      | 1 090  | 7,08  | –     |
| Seggio di coalizione          | Seggio di coalizione   | Seggio di coalizione | Gualtiero Caffaratto | 1 139   | 7,09    | 1                              |        |       |       |
|                               | Pietro Manduca         | Pietro Manduca       | Pietro Manduca       | 1 046   | 6,51    | Sinistra Solidale              | 1 093  | 7,10  | –     |
| Seggio di coalizione          | Seggio di coalizione   | Seggio di coalizione | Pietro Manduca       | 1 046   | 6,51    | 1                              |        |       |       |
|                               | Natale Cacciola        | Natale Cacciola      | Natale Cacciola      | 328     | 2,04    | Unione di Centro               | 322    | 2,09  | –     |
|                               | Piera Bessone          | Piera Bessone        | Piera Bessone        | 228     | 1,42    | Pinerolo Attiva                | 222    | 1,44  | –     |
| Totale                        | Totale                 | 13 974               | 100                  | 16 076  | 100     |                                | 15 386 | 100   | 24    |
|                               |                        |                      |                      |         |         |                                |        |       |       |
| Fonte: Ministero dell'interno |                        |                      |                      |         |         |                                |        |       |       |

### San Mauro Torinese
| Candidati                              | Candidati                    | II turno             | II turno             | I turno | I turno | Liste                   | Voti  | %     | Seggi |
| Candidati                              | Candidati                    | Voti                 | %                    | Voti    | %       | Liste                   | Voti  | %     | Seggi |
| -------------------------------------- | ---------------------------- | -------------------- | -------------------- | ------- | ------- | ----------------------- | ----- | ----- | ----- |
|                                        | Marco Bongiovanni ✔️ Sindaco | 5 051                | 62,64                | 2 125   | 21,45   | Movimento 5 Stelle      | 1 960 | 21,12 | 10    |
|                                        | Davide Benedetto             | 3 013                | 37,36                | 2 218   | 22,39   | San Mauro Domani        | 895   | 9,65  | 1     |
| Lega Nord                              | Davide Benedetto             | 3 013                | 37,36                | 2 218   | 22,39   | 675                     | 7,27  | –     |       |
| San Mauro per Tutti                    | Davide Benedetto             | 3 013                | 37,36                | 2 218   | 22,39   | 518                     | 5,58  | –     |       |
| Seggio di coalizione                   | Seggio di coalizione         | Seggio di coalizione | 37,36                | 2 218   | 22,39   | 1                       |       |       |       |
|                                        | Paola Antonetto              | Paola Antonetto      | Paola Antonetto      | 2 034   | 20,54   | Due Ponti per San Mauro | 857   | 9,24  | 1     |
| Forza Italia                           | Paola Antonetto              | Paola Antonetto      | Paola Antonetto      | 2 034   | 20,54   | 416                     | 4,48  | –     |       |
| Unione di Centro                       | Paola Antonetto              | Paola Antonetto      | Paola Antonetto      | 2 034   | 20,54   | 387                     | 4,17  | –     |       |
| Fratelli d'Italia - Alleanza Nazionale | Paola Antonetto              | Paola Antonetto      | Paola Antonetto      | 2 034   | 20,54   | 150                     | 1,62  | –     |       |
| La Nuova San Mauro                     | Paola Antonetto              | Paola Antonetto      | Paola Antonetto      | 2 034   | 20,54   | 80                      | 0,86  | –     |       |
| Seggio di coalizione                   | Seggio di coalizione         | Seggio di coalizione | Paola Antonetto      | 2 034   | 20,54   | 1                       |       |       |       |
|                                        | Ugo Dallolio                 | Ugo Dallolio         | Ugo Dallolio         | 1 828   | 18,46   | Impegno per San Mauro   | 925   | 9,97  | –     |
| Alternativa Democratica                | Ugo Dallolio                 | Ugo Dallolio         | Ugo Dallolio         | 1 828   | 18,46   | 504                     | 5,43  | –     |       |
| Sinistra per San Mauro                 | Ugo Dallolio                 | Ugo Dallolio         | Ugo Dallolio         | 1 828   | 18,46   | 295                     | 3,18  | –     |       |
| Seggio di coalizione                   | Seggio di coalizione         | Seggio di coalizione | Ugo Dallolio         | 1 828   | 18,46   | 1                       |       |       |       |
|                                        | Maria Ersilia Cuculo         | Maria Ersilia Cuculo | Maria Ersilia Cuculo | 1 700   | 17,16   | Partito Democratico     | 1 343 | 14,47 | –     |
| Valore per San Mauro                   | Maria Ersilia Cuculo         | Maria Ersilia Cuculo | Maria Ersilia Cuculo | 1 700   | 17,16   | 274                     | 2,95  | –     |       |
| Seggio di coalizione                   | Seggio di coalizione         | Seggio di coalizione | Maria Ersilia Cuculo | 1 700   | 17,16   | 1                       |       |       |       |
| Totale                                 | Totale                       | 8 064                | 100                  | 9 905   | 100     |                         | 9 279 | 100   | 16    |
|                                        |                              |                      |                      |         |         |                         |       |       |       |
| Fonte: Ministero dell'interno          |                              |                      |                      |         |         |                         |       |       |       |

## Novara

### Novara
| Candidati                               | Candidati                     | II turno             | II turno             | I turno | I turno | Liste                          | Voti   | %     | Seggi |
| Candidati                               | Candidati                     | Voti                 | %                    | Voti    | %       | Liste                          | Voti   | %     | Seggi |
| --------------------------------------- | ----------------------------- | -------------------- | -------------------- | ------- | ------- | ------------------------------ | ------ | ----- | ----- |
|                                         | Alessandro Canelli ✔️ Sindaco | 23 155               | 57,77                | 15 258  | 32,78   | Lega Nord                      | 7 876  | 17,93 | 11    |
| Fratelli d'Italia - Alleanza Nazionale  | Alessandro Canelli ✔️ Sindaco | 23 155               | 57,77                | 15 258  | 32,78   | 2 907                          | 6,62   | 4     |       |
| Forza Novara                            | Alessandro Canelli ✔️ Sindaco | 23 155               | 57,77                | 15 258  | 32,78   | 1 994                          | 4,54   | 3     |       |
| Con Noi per Voi                         | Alessandro Canelli ✔️ Sindaco | 23 155               | 57,77                | 15 258  | 32,78   | 1 646                          | 3,75   | 2     |       |
|                                         | Andrea Ballarè                | 16 929               | 42,23                | 13 221  | 28,40   | Partito Democratico            | 10 242 | 23,32 | 5     |
| Vivere Novara                           | Andrea Ballarè                | 16 929               | 42,23                | 13 221  | 28,40   | 1 729                          | 3,94   | –     |       |
| Novara Popolare - Cittadini per Novara  | Andrea Ballarè                | 16 929               | 42,23                | 13 221  | 28,40   | 380                            | 0,87   | –     |       |
| Pensionati e Invalidi - Giovani Insieme | Andrea Ballarè                | 16 929               | 42,23                | 13 221  | 28,40   | 360                            | 0,82   | –     |       |
| Seggio di coalizione                    | Seggio di coalizione          | Seggio di coalizione | 42,23                | 13 221  | 28,40   | 1                              |        |       |       |
|                                         | Cristina Macarro              | Cristina Macarro     | Cristina Macarro     | 7 869   | 16,90   | Movimento 5 Stelle             | 7 067  | 16,09 | 2     |
| Seggio di coalizione                    | Seggio di coalizione          | Seggio di coalizione | Cristina Macarro     | 7 869   | 16,90   | 1                              |        |       |       |
|                                         | Daniele Andretta              | Daniele Andretta     | Daniele Andretta     | 6 542   | 14,05   | Forza Italia                   | 3 156  | 7,19  | 1     |
| Movimento Civico Io Novara              | Daniele Andretta              | Daniele Andretta     | Daniele Andretta     | 6 542   | 14,05   | 2 634                          | 6,00   | 1     |       |
| Democrazia Cristiana                    | Daniele Andretta              | Daniele Andretta     | Daniele Andretta     | 6 542   | 14,05   | 288                            | 0,66   | –     |       |
| Federazione Popolare                    | Daniele Andretta              | Daniele Andretta     | Daniele Andretta     | 6 542   | 14,05   | 168                            | 0,38   | –     |       |
| Rivoluzione Cristiana                   | Daniele Andretta              | Daniele Andretta     | Daniele Andretta     | 6 542   | 14,05   | 54                             | 0,12   | –     |       |
| Seggio di coalizione                    | Seggio di coalizione          | Seggio di coalizione | Daniele Andretta     | 6 542   | 14,05   | 1                              |        |       |       |
|                                         | Luigi Rodini                  | Luigi Rodini         | Luigi Rodini         | 2 207   | 4,74    | La Città in Comune (SEL - PSI) | 2 037  | 4,64  | –     |
|                                         | Giancarlo Paracchini          | Giancarlo Paracchini | Giancarlo Paracchini | 977     | 2,10    | Il Popolo della Famiglia       | 951    | 2,17  | –     |
|                                         | Romano Piantanida             | Romano Piantanida    | Romano Piantanida    | 477     | 1,02    | Insieme per Novara             | 433    | 0,99  | –     |
| Totale                                  | Totale                        | 40 084               | 100                  | 46 551  | 100     |                                | 43 922 | 100   | 32    |
|                                         |                               |                      |                      |         |         |                                |        |       |       |
| Fonte: Ministero dell'interno           |                               |                      |                      |         |         |                                |        |       |       |

### Trecate
| Candidati                              | Candidati                   | II turno             | II turno           | I turno | I turno | Liste                            | Voti  | %     | Seggi |
| Candidati                              | Candidati                   | Voti                 | %                  | Voti    | %       | Liste                            | Voti  | %     | Seggi |
| -------------------------------------- | --------------------------- | -------------------- | ------------------ | ------- | ------- | -------------------------------- | ----- | ----- | ----- |
|                                        | Federico Binatti ✔️ Sindaco | 4 785                | 61,35              | 4 317   | 47,05   | Binatti Sindaco                  | 1 424 | 16,28 | 4     |
| Lega Nord                              | Federico Binatti ✔️ Sindaco | 4 785                | 61,35              | 4 317   | 47,05   | 959                              | 10,96 | 2     |       |
| Forza Italia                           | Federico Binatti ✔️ Sindaco | 4 785                | 61,35              | 4 317   | 47,05   | 850                              | 9,72  | 2     |       |
| Fratelli d'Italia - Alleanza Nazionale | Federico Binatti ✔️ Sindaco | 4 785                | 61,35              | 4 317   | 47,05   | 411                              | 4,70  | 1     |       |
| Cambiamo Trecate                       | Federico Binatti ✔️ Sindaco | 4 785                | 61,35              | 4 317   | 47,05   | 356                              | 4,07  | 1     |       |
| Noi per Trecate                        | Federico Binatti ✔️ Sindaco | 4 785                | 61,35              | 4 317   | 47,05   | 203                              | 2,32  | –     |       |
|                                        | Enrico Ruggerone            | 3 014                | 38,65              | 2 683   | 29,24   | Partito Democratico              | 1 688 | 19,30 | 2     |
| Nel Cuore di Trecate                   | Enrico Ruggerone            | 3 014                | 38,65              | 2 683   | 29,24   | 794                              | 9,08  | 1     |       |
| Seggio di coalizione                   | Seggio di coalizione        | Seggio di coalizione | 38,65              | 2 683   | 29,24   | 1                                |       |       |       |
|                                        | Silvana Corigliano          | Silvana Corigliano   | Silvana Corigliano | 1 096   | 11,95   | Movimento 5 Stelle               | 1 018 | 11,64 | –     |
| Seggio di coalizione                   | Seggio di coalizione        | Seggio di coalizione | Silvana Corigliano | 1 096   | 11,95   | 1                                |       |       |       |
|                                        | Rossano Canetta             | Rossano Canetta      | Rossano Canetta    | 1 009   | 11,00   | Rossano Canetta Sindaco          | 581   | 6,64  | –     |
| Insieme verso il Futuro                | Rossano Canetta             | Rossano Canetta      | Rossano Canetta    | 1 009   | 11,00   | 157                              | 1,79  | –     |       |
| Gruppo Indipendente Trecatese          | Rossano Canetta             | Rossano Canetta      | Rossano Canetta    | 1 009   | 11,00   | 95                               | 1,09  | –     |       |
| Trecate Futura                         | Rossano Canetta             | Rossano Canetta      | Rossano Canetta    | 1 009   | 11,00   | 52                               | 0,59  | –     |       |
| Vivi Trecate                           | Rossano Canetta             | Rossano Canetta      | Rossano Canetta    | 1 009   | 11,00   | 29                               | 0,33  | –     |       |
| Liberiamo Trecate                      | Rossano Canetta             | Rossano Canetta      | Rossano Canetta    | 1 009   | 11,00   | 26                               | 0,30  | –     |       |
| Federazione Popolare                   | Rossano Canetta             | Rossano Canetta      | Rossano Canetta    | 1 009   | 11,00   | 16                               | 0,18  | –     |       |
| Ordine e Sicurezza                     | Rossano Canetta             | Rossano Canetta      | Rossano Canetta    | 1 009   | 11,00   | 16                               | 0,18  | –     |       |
| Per Precari Disoccupati                | Rossano Canetta             | Rossano Canetta      | Rossano Canetta    | 1 009   | 11,00   | 10                               | 0,11  | –     |       |
| Seggio di coalizione                   | Seggio di coalizione        | Seggio di coalizione | Rossano Canetta    | 1 009   | 11,00   | 1                                |       |       |       |
|                                        | Isidoro Migliorati          | Isidoro Migliorati   | Isidoro Migliorati | 70      | 0,76    | Partito Comunista dei Lavoratori | 62    | 0,71  | –     |
| Totale                                 | Totale                      | 7 799                | 100                | 9 175   | 100     |                                  | 8 747 | 100   | 16    |
|                                        |                             |                      |                    |         |         |                                  |       |       |       |
| Fonte: Ministero dell'interno          |                             |                      |                    |         |         |                                  |       |       |       |

## Verbano-Cusio-Ossola

### Domodossola
| Candidati                              | Candidati              | II turno             | II turno         | I turno | I turno | Liste                     | Voti  | %     | Seggi |
| Candidati                              | Candidati              | Voti                 | %                | Voti    | %       | Liste                     | Voti  | %     | Seggi |
| -------------------------------------- | ---------------------- | -------------------- | ---------------- | ------- | ------- | ------------------------- | ----- | ----- | ----- |
|                                        | Lucio Pizzi ✔️ Sindaco | 4 805                | 60,62            | 4 350   | 47,45   | Lucio Pizzi Sindaco       | 2 118 | 24,55 | 6     |
| Lega Nord                              | Lucio Pizzi ✔️ Sindaco | 4 805                | 60,62            | 4 350   | 47,45   | 1 045                     | 12,11 | 2     |       |
| Forza Italia                           | Lucio Pizzi ✔️ Sindaco | 4 805                | 60,62            | 4 350   | 47,45   | 699                       | 8,10  | 1     |       |
| Fratelli d'Italia - Alleanza Nazionale | Lucio Pizzi ✔️ Sindaco | 4 805                | 60,62            | 4 350   | 47,45   | 382                       | 4,43  | 1     |       |
|                                        | Mariano Cattrini       | 3 121                | 39,38            | 2 836   | 30,93   | Partito Democratico       | 1 289 | 14,94 | 2     |
| Cattrini Sindaco                       | Mariano Cattrini       | 3 121                | 39,38            | 2 836   | 30,93   | 988                       | 11,45 | 1     |       |
| Sinistra per Domo                      | Mariano Cattrini       | 3 121                | 39,38            | 2 836   | 30,93   | 238                       | 2,76  | –     |       |
| Domocrazia                             | Mariano Cattrini       | 3 121                | 39,38            | 2 836   | 30,93   | 195                       | 2,26  | –     |       |
| Seggio di coalizione                   | Seggio di coalizione   | Seggio di coalizione | 39,38            | 2 836   | 30,93   | 1                         |       |       |       |
|                                        | Monica Corsini         | Monica Corsini       | Monica Corsini   | 1 566   | 17,08   | Movimento 5 Stelle        | 1 311 | 15,19 | 1     |
| Seggio di coalizione                   | Seggio di coalizione   | Seggio di coalizione | Monica Corsini   | 1 566   | 17,08   | 1                         |       |       |       |
|                                        | Bernardino Gallo       | Bernardino Gallo     | Bernardino Gallo | 416     | 4,54    | Domo d'Ossola Noi per Voi | 191   | 2,21  | –     |
| Unione Nuova Autonomia                 | Bernardino Gallo       | Bernardino Gallo     | Bernardino Gallo | 416     | 4,54    | 172                       | 1,99  | –     |       |
| Totale                                 | Totale                 | 7 926                | 100              | 9 168   | 100     |                           | 8 628 | 100   | 16    |
|                                        |                        |                      |                  |         |         |                           |       |       |       |
| Fonte: Ministero dell'interno          |                        |                      |                  |         |         |                           |       |       |       |